# Eulasiopalpus vittatus
Eulasiopalpus vittatus là một loài ruồi trong họ Tachinidae.